# B-SHOP
B-SHOP（ビーショップ）は沖縄県石垣島出身のロックバンドである。1999年5月結成、2007年4月に、エイベックスよりメジャーデビューしたが同年末で解散。

## メンバー
- 具志堅巨樹（ぐしけんなおき、1979年4月7日 - ）ボーカル・ギター

2008年、石垣隆太とストライクカンパニー結成
- TADA-C（根間タダシ、1978年11月26日 - ）ギター

根間楽器、元Viner。Twitter instagram
- し☆ご（玉木慎吾、1983年8月29日 - ）ベース

2008年、SEX MACHINEGUNSに加入。
- カタヤマタカズミ（片山高純、1984年7月25日 - ）ドラム

SNARE spray所属、ライブサポートを中心に活動

## ディスコグラフィー

### シングル
1. ブースカピック（2007年4月25日）発売中止
  1. ブースカピック
  2. No.18

### アルバム
1. TOYBOX（2007年8月8日）
  1. マンガン
  2. ランタナ
  3. 体温
  4. Color
  5. アンチ麩
  6. 夢の駅
  7. まずはRock&Rollだ！
  8. 放物線
  9. ヒカリ
  10. ありがとう
  11. 声のする方へ（ライブ）
  12. そばで笑って（ライブ）
  13. 快楽ドールまちこ。（Remix2007）

1. セマルアコガレ（2003年11月19日）
  1. ブースカピック
  2. そばで笑って
  3. 快楽ドールまちこ。
  4. 愛の唄
  5. JUZZ BUSTER
  6. 六月の傘
  7. 世界のすべて

### ミニアルバム
1. Fantastic 5 Round（2002年11月24日）
  1. Fantastic Go Round
  2. ブースカプック
  3. そばで笑って
  4. JAZZ BUSTER
  5. your song

### 参加オムニバス
1. 獅子魂（2000年9月1日）
8.rain / B-SHOP
9.声のする方へ(LIVE) / 具志堅巨樹・根間律
2. 獅子魂2（2001年5月6日）
9.世界のすべて(LIVE)
3. LET'S BEGIN!（2003年2月21日）
1.オバー自慢の爆弾鍋 / B-SHOP
5.かりゆしの夜 / B-SHOP
8.涙そうそう / 具志堅巨樹

## 略歴
- 1999年
  - TADA-Cは「OUT-LAW」というバンドのドラムで活動。
  - 5月27日、第一回コザ音楽祭八重山地区のグランプリを、結成一週間のB-SHOPが受賞
  - 7月25日、オリオンビアフェストほか、様々なイベントに参加
  - 8月27日、高校一年のし☆ごは『GOA』というバンドで活動。一度ゲストにTADA-Cがギターで参加した事もあった
  - 11月、TADA-C結婚。これを機に三年間活動していた「OUT-LAW」を脱退する。
  - 12月、具志堅とTADA-Cが遊びでユニットを結成。沖縄セルラーCMソングコンテストに出場し三位入選する。（応募数300組以上）
  - 12月、TSUTAYA MUSIC FESTIVALで準グランプリ受賞、グランプリはし☆ごのバンド『NOSTA』が受賞

- 2000年
  - 6月9日、し☆ご率いる高校生バンド『NOSTA』は、第二回コザ音楽祭本選で沖縄市長賞を受賞
  - 9月1日、オムニバスCD「獅子魂」発売。具志堅巨樹（B-SHOP）、TADA-C（OUT-LAW）、し☆ご（NOSTA）で参加
  - 10月、具志堅巨樹はお金を稼ぐため、数ヶ月間石垣島を離れる。
  - 12月、し☆ごバンドは、高校二年生にして九州・中国地方などをツアーでライブする事もあった

- 2001年
  - 3月、B-SHOP活動休止。具志堅巨樹、石垣島に戻る。しかしメンバー2人は島から離れ、もう1人も別のバンドで活動していた。
  - 3月11日、オムニバスアルバム「獅子魂2」発売。収録曲「世界のすべて ～live version～」
  - 3月、オムニバス発売や、ライブが決まっておきながらB-SHOPの活動はなし。そんな状況にTADA-Cが入り、他バンドのサポートも得て、B-SHOPは水面下での活動を開始。
  - 5月、し☆ごとカタヤマタカズミが偶然出会い、3Pハードコア「PSYCHO（サイコ）」を結成。高校生音楽祭などに出演。
  - 6月、B-SHOP再結成。し☆ご（17）、カタヤマタカズミ（16）が加入し、現在のB-SHOPになる
  - 7月29日、「乱痴気ナイト」出演。MONGOL800、SKAY MATE’sとの共演を機に沖縄本島まで視野に入れ活動再開。
  - 9月23日、当時BEGINプロデューサー、田中聡と出会う
  - 12月、初の沖縄本島（ライブハウス）でのライブ。同時に初ラジオも経験。

- 2002年
  - 3月、初のワンマンライブで二回公演
  - 6月、第四回コザ音楽祭に出場し、「沖縄市長賞」を受賞。
  - 9月、田中が具志堅巨樹を東京に呼び、ソロの曲を数曲レコーディングした。
  - 10月、TADA-C（ギター）が脱退。石垣島まつりでのラストライブで、数千人の前で涙のさようなら
  - 11月、初の学園祭ライブ。沖縄大学（沖大祭）に出演 、翌年2003年にも参加し、他にもキリスト短期大学、沖縄国際大学などにも出る。
  - 11月24日、自主制作盤「Fantastic 5 Round」を沖縄本島限定で販売。※現在完売で入手不可
  - 11月30日、公式ホームページ開設

- 2003年
  - 2月、BEGINトリビュートアルバム「LET'S BEGIN」発売※B-SHOP二曲、具志堅巨樹一曲を収録
  - 3月、STREET FIGHTERS@石垣島で準優勝を受賞。HY、やなわらばーほか
  - 4月、TADA-Cは脱退したはずのに、ライブで一度も抜けることなく正式に復帰をとげる
  - 5月、JACKEROO’S三周年ライブにゲスト参加。MONGOL800、耳切坊主ほか
  - 7月、PEACEFUL LOVE ROCK FESTIVAL 2003に出場 ※110バンドの応募から出場権を獲得
  - 8月、アルバム「セマルアコガレ」のレコーディングを開始
  - 9月、石垣島にオレンジレンジ、零戦を呼びライブ
  - 11月、アルバム「セマルアコガレ」を全国発売。
  - 11月、東京初ライブ！（新宿LOFT）

- 2004年
  - 1月、FM沖縄にて「そばで笑って」がパワープレイ。CMもON AIRされる。
  - 2月、shibuya O-EAST（旧渋谷ON AIR EAST）、にて銀杏BOYZ、特撮のオープニングアクトをつとめる。
  - 3月、初大阪ライブ。関西ぴあとの協力で大阪CDショップの視聴機にセマルアコガレを設置される
  - 4月、この頃はテレビや雑誌、ラジオなど多くのメディアに出演。
  - 5月、春のインディーズ最大ロックイベント「音楽市」や、「CLAP HANDS in 大阪」に参加
  - 6月、結成のきっかけとなった『KOZA音楽祭』のグランプリ大会にゲスト出演。
  - 7月、石垣島最大のイベント『オリオンビアフェスト2004』にレギュラー出演。
  - 9月、「FM OKINAWA 20th ANNIVERSARY」に出演、「The Tug of Rock'n Roll '04 」が台風により中止
  - 10月、B-SHOPの楽曲がカラオケ「UGA」に登場、5曲配信

- 2005年
  - 9月、FM OKINAWA主催「B-SHOPファン集い」を開催。スタジオでラジオ生演奏、ミニライブ、BBQ会など※ドリカム、BEGINに続いて三番目。
  - 9月、沖縄最大の野外ロックフェス「The Tug of Rock'n Roll 05」に、2年連続出場

- 2006年
  - 2月、八重山高校の予餞会にゲスト出演
  - 4月、新宿LOFTで10回目のステージを記録。
  - 4月、カタヤマタカズミ交通事故、全治二ヶ月の重傷
  - 5月、UGAに続いて、通信カラオケ「DAM」も配信される

- 2007年
  - 4月25日、エイベックスよりメジャーデビューシングル「ブースカピック」発売予定が中止
  - 8月8日、2ndアルバム「TOY BOX」発売
  - し☆ごの脱退に伴い、12月4日のライブをもってB-SHOP解散

- 2014年
  - 10月5日、川崎セルビアンナイトにてB-SHOP一夜限りの復活ステージ
- 2016年
  - 6月29日、根間タダシの息子が急性リンパ性白血病を発症し、チャリティーイベントを四谷LOTUSにて「YELL FOR れいじ」開催。石垣市出身のKATA-KANA、トレモノ、やなわらばー友情出演。

## 受賞歴
- 第一回コザ音楽祭八重山地区グランプリ（1999年5月）
- 沖縄セルラーCMソングコンテスト第三位（1999年12月）
- TSUTAYA MUSIC FESTIVAL準グランプリ（1999年12月）
- 第四回コザ音楽祭沖縄市長賞（2002年6月）
- STREET FIGHTERS@石垣島準優勝（2003年3月）
- 第21回 ピースフルラブロックフェスティバル03（2003年7月）
- FM OKINAWA 20th Anniversay LIVE（2004年9月）
- The Tug of Rock'n Roll '04（2004年9月）
- The Tug of Rock'n Roll 05 "Revenge"（2005年9月）